# Mike Adamle
Michael David Adamle (nació el 4 de octubre de 1949) es una personalidad deportiva y exjugador profesional de fútbol. Es probablemente más conocido como el coanfitrión de la serie de culto American Gladiators durante varios años. 
Desde enero de 2008, Adamle ha trabajado para World Wrestling Entertainment en una variedad de papeles, entre ellos entrevistador, luego comentarista, y después Mánager General de la marca RAW. Fue retirado del cargo de MG el 3 de noviembre en un programa de Raw.

## Biografía
Mike Adamle creció en Kent, Ohio y se graduó en la escuela  Theodore Roosevelt High School en 1967.
Su padre, Tony Adamle, también encontraron cierto éxito con los Cleveland Browns en los años 1940 y 1950. 

### Fútbol
Adamle se desempeñó como running back para los equipos Kansas City Chiefs, New York Jets y Chicago Bears de la NFL. Antes de eso, fue una estrella en Northwestern University.

### Hosting y anunciador
Adamle cuenta con más de treinta años de experiencia en deportes de la televisión. Gran parte de ella se dedicó a NBC Deportes, donde fue tanto un estudio de acogida y de dejar de lado reportero de varios eventos. Su concierto más famoso fue el anfitrión de la Tribuna, que es a la vez pregame show de la Liga Nacional de Fútbol (NFL) y un deporte antología muestran la NFL durante la offseason. 
También fue el coanfitrión de American Gladiators de 1989 a 1996 y fue un contendiente en una celebridad contendientes muestran hacia el final del show del plazo. La  sindicado show se convirtió en un favorito de culto en todo el Estados Unidos. Adamle se unieron excompañeros de los jugadores NFL Joe Theismann, Todd Christensen y Larry Csonka. 
Después de América Gladiadores terminado, se convirtió en un reportero de SportsCenter por un tiempo corto. 
Adamle (y compañeros de NBC deportivos locales ancla Fred Roggin) dejar de lado los reporteros durante la única temporada de XFL de fútbol en 2001. También ha cubierto la  2000 y Juegos Olímpicos 2004. En el verano de 2005, Adamle fue el anfitrión de otro propiedad de NBC,  Bravo 's Batalla de la Red Realidad Estrellas . En julio de 2006, Adamle se convirtió en un comentarista de color para el Professional Bull Riders (PBR) 's construido Ford Tough Series (otro acontecimiento que ha dividido NBC derechos).

### World Wrestling Entertainment  (2008-2009)

#### 2008–2009
El 27 de enero de 2008, Adamle comenzó a trabajar como un entrevistador de WWE en la  Royal Rumble.  Después, trabajó como un entrevistador hasta convertirse en locutor de  ECW el 15 de abril, en sustitución de Joey Styles. Muchas personas han observado que Adamle ha hecho constantes errores durante sus comentarios en funciones en ECW.
El 29 de abril, Adamle estuvo en la izquierda de Tazz . La semana siguiente le cortan un  promo para pedir disculpas por sus acciones, pero aún se reunió con la irrisión y boos de la multitud, con eficacia (pero no oficialmente) haciendo de él un  talón juego el hombre. 
El 28 de julio, durante un episodio de Raw, el vicepresidente ejecutivo de la WWE, Shane McMahon anunció que Adamle es el nuevo  Gerente General de la marca Raw. El 3 de noviembre de 2008 dejó de ser Mánager General de Raw al renunciar a su puesto obligado por Randy Orton. El 15 de enero de 2009 Mike fue despedido de la WWE.

## Campeonatos y logros
- World Wrestling Entertainment
  - RAW General Manager (1 vez)

- WrestleCrap
  - Gooker Award (2008) – Stint en WWE[1]

- Wrestling Observer Newsletter awards
  - Worst Television Announcer (2008)